# Гаде, Маргерит-Эли
Маргери́т-Эли́ Гаде́ ([гадэ]; фр. Marguerite Élie Guadet; 20 июля 1755, Сент-Эмильон — 19 июня 1794, Бордо) — французский политик; деятель Великой революции, один из самых видных жирондистов.

## Биография и деятельность
Родился в 1758 году в Сент-Эмильоне возле Бордо; до 1791 года занимался там адвокатурой. Выбранный в члены законодательного собрания, он выдвинулся патриотической речью 14 января 1792 года, вызванной опасностью, угрожавшей Франции от иноземного нашествия.
Гаде поначалу мечтал о конституционной монархии и даже пытался сблизиться с королевским двором. Ему принадлежала идея жирондистского министерства и целый ряд бесплодных попыток склонить короля к искреннему принятию конституции. Убедившись в неосуществимости своего плана, он отдался течению революции и, между прочим, горячо нападал на Лафайета, когда последний, после событий 20 июня, требовал у собрания наказания виновников беспорядков. 20 июля Гаде, от имени своей партии, в последний раз обратился к королю с предложением следовать национальной политике. Вслед за тем он окончательно порвал с монархией.
Выбранный в члены Конвента, Гаде вместе с Луве уже в октябре начал борьбу с Робеспьером и его партией. На процессе короля Гаде отстаивал сначала апелляцию к народу, но потом подал голос за казнь, хотя и требовал отсрочки последней. Подвёргся ожесточенным нападкам со стороны якобинцев и обвинялся в сообщничестве с Дюмурье, но не переставал бороться с возрастающим влиянием противников и, между прочим, добился декрета о напечатании адреса (заявления) города Бордо, в котором жители Парижа объявлялись ответственными за неприкосновенность депутатов Жиронды. Предложение распустить муниципальный совет и угроза перенести конвент в г. Бурж, если противники не перестанут волновать чернь, ускорили падение Гаде и Жиронды.
31 мая 1793 года Анрио, во главе национальной гвардии и толпы народа, оцепил здание Конвента. Гаде в последний раз поднялся на трибуну и блестящей речью ещё раз спас своих товарищей. Но уже на следующий день он был принужден бежать из Парижа. Скрывался с товарищами некоторое время на родине; но, когда его убежище было открыто, был вынужден его покинуть и был схвачен в доме родственников.
17 июня 1794 года Гаде был гильотинирован в Бордо. За ним на эшафот взошли 70-летний отец, 65-летняя тётка и его младший брат, служивший в мозельской армии.